# Andrena duboisi
Andrena duboisi är en biart som beskrevs av Timberlake 1951. Andrena duboisi ingår i släktet sandbin, och familjen grävbin. Inga underarter finns listade i Catalogue of Life.